# Мерапі (Ява)
Мерапі (індонез. Gunung Merapi) — найбільший діючий вулкан в Індонезії, розташований на острові Ява в провінції Центральна Ява, на відстані 30 км від міста Джок'якарта. Висота 2910 метрів (2019).
Значні виверження спостерігаються в середньому кожні 7 років, дрібні — приблизно 2 рази в рік, а димить вулкан майже щодня. У 1006 році в результаті виверження було знищено явансько-індійське царство Матарам. Одне з самих руйнівних вивержень зафіксоване в 1673 році, коли було знищено декілька міст та безліч сіл біля підніжжя вулкана. У XIX столітті було зафіксовано 9 вивержень, в першій половині XX століття — 13.
У 1930 році при виверженні загинуло близько 1 300 чоловік. При виверженні в 1974 році було знищено 2 селища, а в 1975 році — крупне селище та п'ять мостів, загинуло 29 чоловік. Окрім цього, зафіксовано декілька випадків загибелі туристів та вулканологів, могили яких можна знайти прямо на вулкані. Ще одне виверження сталося в березні-квітні 2014 року.
В лютому 2020 року відбулося чергове виверження вулкану. При цьому стовп попелу піднявся на 2 км, а вулканологи оголосили трикілометрову заборонену зону навколо кратера.
Передостаннє виверження зафіксоване у серпні 2021 року. Вулкан випустив у повітря гарячий попел, а схилами стрімко потекла лава. Звуки виверження можна було почути за кілька кілометрів.                                Останнє  виверження вулкану почалося 11 березня 2023 року близько 12:00 за місцевим часом (05:00 за Гринвічем). Потік лави спостерігався на 1,5 км. Вулкан викинув гарячу хмару на висоту до семи кілометрів.                         